# Thomas Böhlke
Thomas Böhlke (* 4. Oktober 1968 in Berlin) ist ein deutscher Ingenieur sowie Professor und Fachbereichsleiter des Instituts für Technische Mechanik/Kontinuumsmechanik am Karlsruher Institut für Technologie in Karlsruhe.

## Biografie
Nach seiner Schlosserausbildung studierte Böhlke von 1990 bis 1995 an der TU Berlin Maschinenbau/Physikalische Ingenieurwissenschaft. Anschließend arbeitete er fünf Jahre als wissenschaftlicher Mitarbeiter am Institut für Mechanik an der Universität Magdeburg. Von Mai 1998 bis Oktober 1998 sowie im August 1999 war er als Gastwissenschaftler am Rensselaer Polytechnic Institute Troy in New York (USA) tätig. Es folgte dann die Promotion an der Otto-von-Guericke-Universität Magdeburg (Gutachter: A. Bertram) mit dem Titel Crystallographic Texture Evolution and Elastic Anisotropy: Simulation, Modeling, and Application. Er schloss die Promotion mit dem Prädikat summa cum laude ab und erhielt 2001 den Dissertationspreis der Otto-von-Guericke-Universität Magdeburg. 
Von Dezember 2000 bis November 2002 war er als wissenschaftlicher Assistent am Institut für Mechanik an der Universität Magdeburg tätig, ehe er mit einer Juniorprofessur über Mikro-Makro-Wechselwirkungen in der Mechanik an der Universität Magdeburg begann. 2005 trat er dann eine Stelle als Vertretungsprofessor für Technische Mechanik und Kontinuumsmechanik an der Universität Kassel an. Seit Oktober 2006 ist Thomas Böhlke als Professor für Kontinuumsmechanik im Maschinenbau am Institut für Technische Mechanik am Karlsruher Institut für Technologie tätig. Im selben Jahr habilitierte er sich mit einer kumulativen Schrift unter dem Titel Kristallografische Textur und kontinuumsmechanische Modellbildung.

## Forschungsschwerpunkte
Die Forschungsschwerpunkte von Thomas Böhlke liegen im Bereich der FE-basierten Mehrskalenmethoden, der Homogenisierung elastischer, spröd-elastischer und visko-plastischer Materialeigenschaften sowie der mathematischen Beschreibung von Mikrostrukturen ebenso wie die Beschäftigung mit Lokalisierungs- und Versagensmechanismen.

## Auszeichnungen
Im Februar 2007 erhielt Böhlke den Preis für Exzellente Lehre an der Universität Karlsruhe.